# 复兴镇 (眉山市)
复兴镇，原为复兴乡，是中华人民共和国四川省眉山市东坡区下辖的一个乡镇级行政单位。2019年12月，撤销柳圣乡、金花乡和复兴乡，设立复兴镇，以原复兴乡、原柳圣乡和原金花乡通政街社区、正义村、长山埂村、白塔村、金花村、红陵村所属行政区域为复兴镇的行政区域。

## 行政区划
复兴镇下辖以下地区：
复兴社区、西湃村、山祠村、艾林村、邵子村、高塔村、膏村、五皇村、群英村和红五星村。